# Enquin-lez-Guinegatte
Enquin-lez-Guinegatte – gmina we Francji, w regionie Hauts-de-France, w departamencie Pas-de-Calais. W 2013 roku liczba ludności wynosiła 1606 mieszkańców. 
Gmina została utworzona 1 stycznia 2017 roku z połączenia dwóch ówczesnych gmin: Enguinegatte oraz Enquin-les-Mines. Siedzibą gminy została miejscowość Enguinegatte.